# Baraka (Mortal Kombat)
Baraka es un personaje ficticio en la serie de juegos de lucha Mortal Kombat. Baraka fue introducido en Mortal Kombat II, en 1993, como un guerrero impredecible al servicio del Emperador Shao Kahn. Pertenece a una raza de mutantes nómadas llamados tarkatanos. Baraka, como todos los miembros de su raza, posee largas cuchillas retráctiles que se extienden desde sus brazos y dientes exhuberantes', además se le destaca de ser el "Rey y Emperador" de su especie ("tarkata"). En los eventos narrados en Mortal Kombat 1, se le da un contexto más trágico a Baraka y su apariencia deforme y un papel menos malvado, dando a entender en la línea temporal creada por Liu Kang que esto se debe a que su apariencia se debe a una enfermedad del Outworld llamada Tarkat la cual gradualmente convierte a los infectados en los seres salvajes y deformes que conocemos siendo Baraka el paciente cero, es decir, el primer infectado por la enfermedad.

## Biografía ficticia
Baraka fue presentado como un guerrero tarkatano, implacable, e imprevisible al servicio del emperador del Mundo Exterior, Shao Kahn, en Mortal Kombat II. Él pertenece a una raza de nómadas, más tarde revelados en el Mortal Kombat: Deception llamados tarkatanos. Un cruce entre demonios viles del Infierno y habitantes del Mundo Exterior, al parecer poblando las enormes tierras deshabitadas del Mundo Exterior. Baraka posee largas cuchillas como garras que se extienden de sus brazos. Aunque él haya tenido numerosas incursiones con los guerreros de la Tierra, él parece no tener rivalidad particular u odio hacia la Tierra o sus habitantes. Un guerrero leal, él lucha por aquellos que llama "amo" o "maestro".
En los eventos de Mortal Kombat 2, participa en el falso Mortal Kombat siguiendo las órdenes de Shao Kahn; pero en la primera ronda es asesinado por Kung Lao, quien lo parte en dos. Pero es revivido por Shinnok, pasando a servirle como su nuevo amo.
Más tarde se alía con Onaga en  Deception, dirigiendo a sus soldados a la batalla con Bo' Rai Cho, donde es derrotado por los hombres de este.
Años después, tras la muerte de Shao Kahn, Baraka y los tarkatanos son leales a Mileena, que busca derrocar al nuevo Kahn del Mundo Exterior, Kotal Kahn. Pero Baraka es asesinado por D'Vorah y los tarkatanos son cazados por el ejército de Kotal Kahn. Dos años después, Kronika trae de vuelta al presente a una versión de Baraka del pasado, y este lidera a los tarkatanos que quedan en el Mundo Exterior. Cuando Kotal Kahn es capturado por Shao Kahn, quien fue traído del pasado también, Kitana busca la ayuda de Baraka y los tarkatanos para enfrentar a Shao Kahn, prometiéndole un asiento en la mesa del Kahn. Baraka acepta, y lucha junto a los Shokan de la reina Sheeva. Y así se unifican las razas del Mundo Exterior, con Kitana como nueva Kahn, y Sheeva y Baraka como sus aliados.
En Mortal Kombat 1 él y su familia pertenecían a la aristocracia de la sociedad mercantil del Mundo Exterior antes de contraer la Enfermedad de Tarkat, lo que llevó a ser desterrado con los otros Tarkatianos del Mundo Exterior, que a su vez eran sujetos de los experimentos ilegales del hechicero malvado Shang Tsung, del cual estaba en la corte de la familia real del Mundo Exterior.

## Apariciones y movimientos en los juegos

### Mortal Kombat II

#### Biografía
Él fue quien dirigió el ataque contra los Templos Shaolin de Liu Kang. Baraka pertenece a una raza nómada de mutantes que viven en los yermos del Outworld. Sus técnicas de pelea ganaron la atención de Shao Kahn quién lo incluyó en su ejército de destrucción.

#### Movimientos Especiales
- Desgarramiento: Un sable que proviene de su brazo, descenderá y con gran fuerza atravesara el torso del oponente.
- Golpe Doble: Una patada múltiple la cual se ve como un gancho de mariposa derribando al oponente.
- Destello Desenfundante: El sable de uno de sus brazos se desenfundara y aproximándose a ti en un resplandor realiza un corte.
- Corte Profundo: Un sable desenfundado con gran penetración consigue del corte que el oponente sea derribado.

#### Fatality
- Apuñalamiento de Brazos Punzantes: Desenfundando los sables de ambos brazos, se aproxima al oponente y empieza a agitar sus brazos, el cuerpo oponente terminara siendo atravesado una y otra vez, flujos de sangre harán caer al cuerpo.
- Decapitación de Brazos Punzantes: En cercanía a su oponente, desenfunda su par de sables de ambos brazos, alzando sus armas los cruza entre sí, la cabeza saldrá volando, el cuerpo con flujo de sangre se desplomara.
- Friendship: Volviéndose para atrás, maniobra con sus manos, al momento en que regresa muestra su brazo, allí habrá una caja de regalos envuelta con papel amarillo y un listón naranja.
- Babality: Un bebé con rostro grotesco, con una indumentaria parcial, pues posee pañales y llora igual que un bebe.

#### Final
Conocido por sus impredecibles acciones y la fiereza de su cólera, Baraka empieza a destruir todo a su paso. Después de derrotar a los guerreros del Earhtrealm, ataca a Shang Tsung, Kintaro y finalmente a Shao Kahn. Después de derrotar a Shao Kahn, la raza de mutantes de Baraka se levanta de los yermos y se rebela contra lo que queda del ejército de Shao Kahn. Ellos ganan y el Outworld es gobernado por el rey Baraka.

### Mortal Kombat Trilogy

#### Biografía
Fue enviado para matar a los rebeldes en las regiones bajas de Outworld. Después de una batalla victoriosa, Baraka regresa para pelear junto a Shao Kahn. Baraka representara una vez más una amenaza para sus contrapartes terrícolas.

#### Movimientos Especiales
- Desgarramiento: Un sable que proviene de su brazo, descenderá y con gran fuerza atravesara el torso del oponente.
- Destello Desenfundante: El sable de uno de sus brazos se desenfundara y aproximándose a ti en un resplandor realiza un corte.
- Corte Profundo: Un sable desenfundado con gran penetración consigue del corte que el oponente sea derribado.
- Giro de Sable: Realiza una revolución sobre su propio eje y con sus brazos levantados de forma perpendicular y acercándose al oponente lo derriba expulsándolo por el campo.

#### Fatality
- Empalamiento de Brazos Punzantes: En cercanía a su oponente, desenfunda su par de sables de ambos brazos, alzando sus armas atraviesa el cuerpo del oponente, provocándole heridas en los extremos, levanta el cuerpo que se deslizara por ambos brazos con flujos de sangre.
- Decapitación de Brazos Punzantes: En cercanía a su oponente, desenfunda su par de sables de ambos brazos, alzando sus armas los cruza entre sí, la cabeza saldrá volando, el cuerpo con flujo de sangre se desplomara.
- Friendship: Volviéndose para atrás, maniobra con sus manos, al momento en que regresa muestra su brazo, allí habrá una caja de regalos envuelta con papel amarillo y un listón naranja.
- Babality: Un bebé con rostro grotesco, con una indumentaria parcial, pues posee pañales.
- Animality: Transformación en un buitre de colores realistas, volara y ronda el campo, cuando se aproxima al oponente y con sus garras toma la mitad superior de su cuerpo, luego se lleva arriba la parte del cuerpo que tomo dejando sangrando lo que dejó en el campo.
- Brutality: Combo de once golpes por el cual hace implosionar el cuerpo de su oponente en restos y charcos de sangre.

#### Final
Cuando Baraka fallo en matar todos los guerreros de la Tierra, Shao Kahn se enojó. Baraka temía por su propia vida ya que perdió la lealtad de su emperador y se dio cuenta de que sería cuestión de tiempo para que Shao Kahn cobrara venganza. Baraka permaneció leal hasta que la oposición de Earhtrealm fue derrotada. Con Shao Kahn en un estado débil por su batalla con Raiden, Baraka contratacó. El cansado emperador no fue trabajo para el ataque de Baraka. Entonces, temiendo venganza por parte de aquellos que seguían siendo leales a Shao Kahn, Baraka huyo hacia los yermos de donde proviene.

### Mortal Kombat Gold

#### Biografía
Baraka vuelve a Edenia tras viajar por varios reinos, donde Quan Chi le ofrece reinar a su lado a cambio de que le ayude en la batalla. Dispuesto a volver a la lucha por cualquier motivo, Baraka acepta, pero él tiene otra idea de cómo se van a desarrollar los acontecimientos.

#### Movimientos Especiales
- Desgarramiento: Un sable que proviene de su brazo, descenderá y con gran fuerza atravesara el torso del oponente.
- Destello Desenfundante: El sable de uno de sus brazos se desenfundara y aproximándose a ti en un resplandor realiza un corte.
- Corte Profundo: Un sable desenfundado con gran penetración consigue del corte que el oponente sea derribado.
- Giro de Sable: Realiza una revolución sobre su propio eje y con sus brazos levantados de forma perpendicular y acercándose al oponente lo derriba expulsándolo por el campo.

#### Arma
- Tonfa Blades

#### Fatality
- Empalamiento de Brazos Punzantes: En cercanía a su oponente, desenfunda su par de sables de ambos brazos, alzando sus armas atraviesa el cuerpo del oponente, provocándole heridas en los extremos, levanta el cuerpo que se deslizara por ambos brazos con flujos de sangre.
- Decapitación de Brazos Punzantes: En cercanía a su oponente, desenfunda su par de sables de ambos brazos, alzando sus armas los cruza entre sí, la cabeza saldrá volando, el cuerpo con flujo de sangre se desplomara.

#### Final
Quan Chi se encontraba en el trono de Edenia, en unos momentos aparece Baraka y Quan Chi le dice: entra, después de unos momentos repite: dije: entra, Baraka, no tengas miedo, la prueba esta completa, he lidiado con esos mortales para Shinnok, esta victoria es nuestra. Baraka le dice: tu enmascaraste tu nuevo poder, derrocaste a la reina Sindel, mientras yo me veo obligado a ocultarme en las sombras, Quan Chi le pregunta: ¿Y de quien es que te escondes?, los dioses están muertos, Raiden está muerto y gracias a ti, también Shinnok está muerto y Baraka afirma diciendo: Todos están muertos, Quan Chi reafirma: Si, todos en este maldito plano están muertos, Baraka le pregunta: ¿Cómo gobiernas un reino sin nadie en el?, y Quan Chi le contesta: Este mundo no se trata de tener cortes para los mortales, se trata de obtener poder, ahora yo poseo ese poder, con esto Baraka enfurece y le grita: Y yo ahora estoy forzado vivir el resto de mi existencia en un plano muerto, con un loco, así Baraka desenfunda su cuchillas y salta hacia Quan Chi penetrándole el pecho y mientras Quan Chi grita de dolor Baraka le dice: Y ahora, brujo, lo vas a pagar con tu vida, pero resulta que Quan Chi estaba parado en el centro de la habitación y le dice: No tengo vida para dar, tonto, Baraka se da la vuelta y pregunta: ¿Que?, y se voltea a ver lo que acababa de empalar para darse cuenta de que era solo un esqueleto, entonces con un grito de ira, se lanza contra Quan Chi, pero este lo detiene en el aire con su magia, entonces se ríe siniestramente y hace estallar a Baraka.

## Todas las apariciones
- Mortal Kombat II  (1993)
- Mortal Kombat Trilogy  (1996)
- Mortal Kombat Gold  (1999)
- Mortal Kombat Deception  (2004)
- Mortal Kombat Unchained  (2006)
- Mortal Kombat Shaolin Monks  (2005)
- Mortal Kombat Armageddon  (2006)
- Mortal Kombat vs DC Universe  (2008)
- Mortal Kombat  (2011)
- Mortal Kombat X  (2015)
- Mortal Kombat 11 (2019)
- Mortal Kombat 1 (2023)